# Martin-chasseur trapu
Actenoides concretus
Espèce
Statut de conservation UICN

 NT  : Quasi menacé
Le Martin-chasseur trapu (Actenoides concretus) est une espèce de martins-pêcheurs dont l'aire de répartition s'étend de Brunei, à l'Indonésie, à la Malaisie et à Singapour, jusqu'en Birmanie et en Thaïlande.